# Monte Waesche
El monte Waesche es una gran montaña prominente de origen volcánico, que se encuentra inmediatamente al suroeste del Monte Sidley y que marca el extremo sur de la cordillera Comité Ejecutivo en la tierra de Marie Byrd, Antártida. La misma se encuentra cubierta de nieve excepto por rocas expuestas en las laderas sur y suroeste. El volcán puede haber estado activo en el Holoceno, al respecto Lough et al. [2013] informaron sobre una capa de cenizas en el hielo que tendría una antigüedad de unos 8000 años y puede que solo se encuentre dormido.
El monte fue descubierto durante un vuelo de la expedición del Servicio Antártico de Estados Unidos el 5 de diciembre de 1940, y fue nombrado en honor al vicealmirante Russell R. Waesche, de la Guardia Costera de Estados Unidos, miembro del Comité Ejecutivo del Servicio Antártico.